# Ruta 234 (Costa Rica)
La Ruta 234, oficialmente Ruta Nacional Secundaria 234, es una ruta nacional de Costa Rica ubicada en la provincia de Limón.

## Descripción
En la provincia de Limón, la ruta atraviesa el cantón de Limón (el distrito de Valle La Estrella).